# Siedlung Strehlen

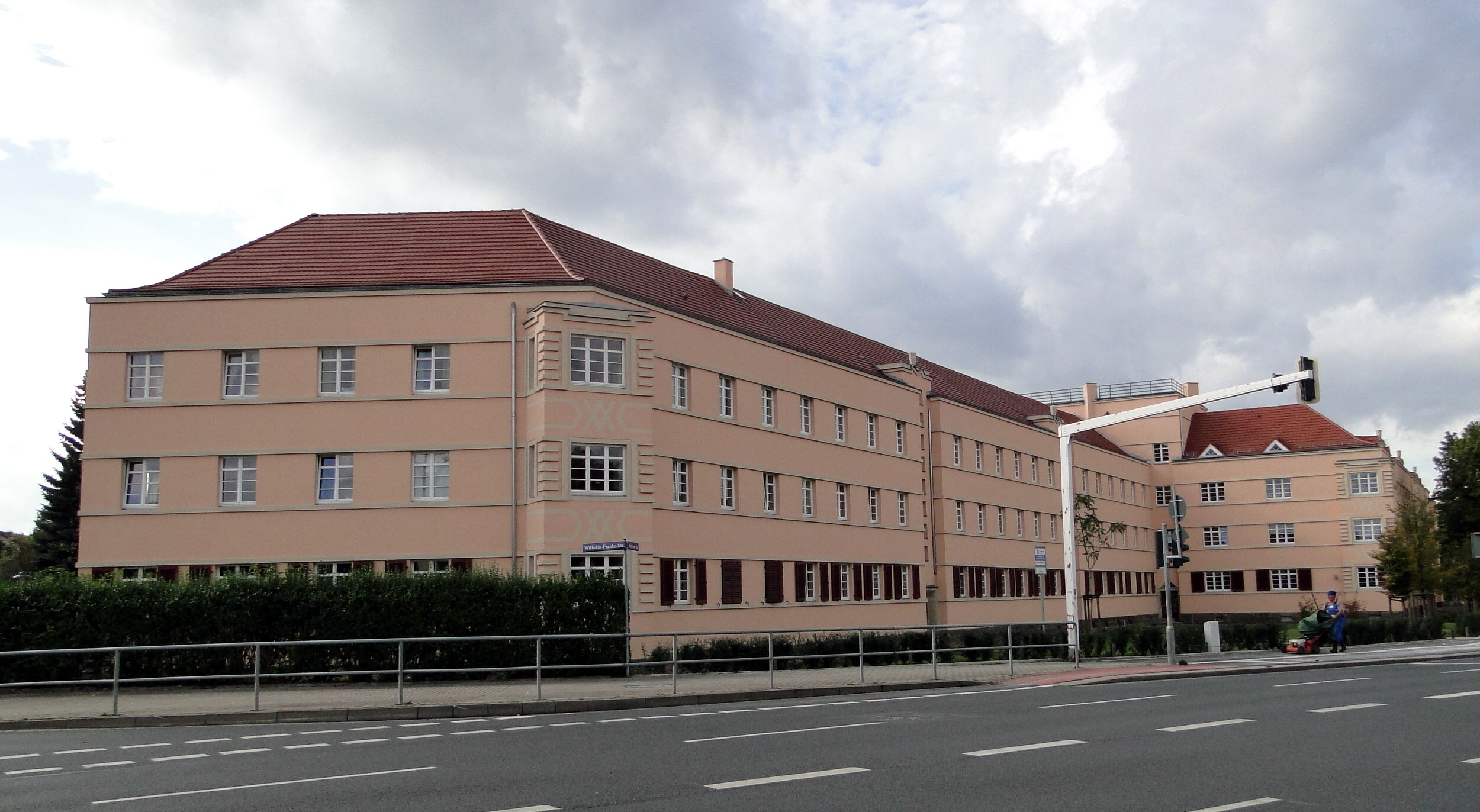
Siedlung in Strehlen, Häuserzeile

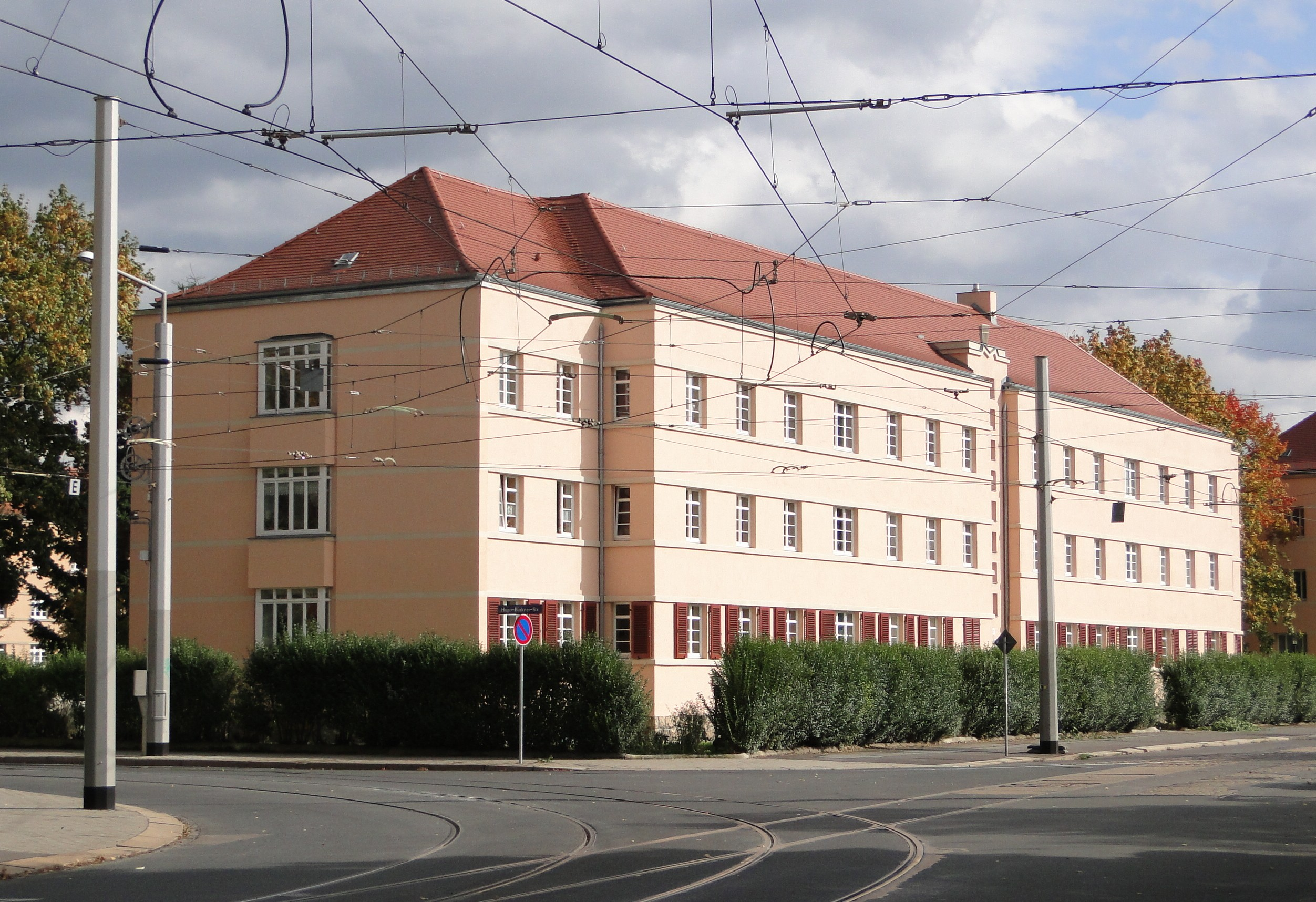
Siedlung, Wohnblock

Die Siedlung Strehlen, auch Postsiedlung genannt, ist eine Siedlung in der Dresdener Gemarkung Strehlen. Sie liegt außerdem im Stadtteil Strehlen. Die Postsiedlung steht als Strehlener Kulturdenkmal unter Denkmalschutz.

## Beschreibung und Geschichte
Die 1927–1928 nach Plänen des Architekten Paul Löffler errichtete Siedlung ist ein Beispiel für expressionistische Architektur, da „expressive Elemente … prägend für diese Siedlung“ sind. „Ornamentierte Eckgestaltung“, „schmale durchgehende Fensterbänder“ und „eingerückte Eingangsbereiche“ sind weitere Kennzeichen.
Im Bereich Lockwitzer Straße / Hugo-Bürkner-Straße / Dohnaer Straße wurden acht dreigeschossige verputzte Bauten in halboffener Bauweise um einen Hof angeordnet, in dem sich Grünflächen und Gärten befanden.
Im Januar 1929 erfolgte die Übergabe des letzten Gebäudes an den Bauherrn, die Heimstättengesellschaft Sachsen GmbH.
Durch die deutsche Wiedervereinigung gingen die Bauten 1990 aus der Rechtsträgerschaft der Deutschen Post in den Besitz der Deutschen Bundespost über. Die Deutsche Post AG als deren Rechtsnachfolger verkaufte die Gebäude der seit 1991 als Kulturdenkmal geschützten Siedlung, wodurch sie seit 1999 unterschiedliche Eigentümer haben.
In den 2000er Jahren erfolgten umfassende Sanierungsarbeiten an Teilen der Siedlung.
Folgend eine Übersicht über im Zuge dieser Maßnahmen renovierten Blöcke:
- Block I: Teplitzer Straße 80, 82
- Block II: Teplitzer Straße 84, 86
- Block III: Teplitzer Straße 88, Corinthstraße 2
- Block IV: Corinthstraße 1, 3, 5, Teplitzer Straße 90
- Block V: Teplitzer Straße 92, 94, 96
- Block VI: Teplitzer Straße 98 – 112 (gerade Nummern), Wilhelm-Franke-Straße 2
- Block VII: Teplitzer Straße 93 – 103 (ungerade Nummern), Dohnaer Straße 60
- Block VIII: Lockwitzer Straße 77, 79, 81
- Block IX: Lockwitzer Straße 71, 73, 75